# Речца
Речца или партикула је непроменљива реч којом се изражава лични став говорног лица према ономе што се износи реченицом. Ови језички знаци се могу односити на целу реченицу или на један њен део.
Речце могу бити:
- потврдне и одричне: потврдна речца да и одрична речца не;
- упитне: ли, да ли, зар;
- императивне: нека;
- узвичне: ала;
- закључне: дакле;
- искључне: само, једино;
- поредбене: као;
- показне: ево, ето, ено;
- речце за истицање личног става (модалне речце): сигурно, наравно, зацело, дакако, вероватно, ваљда, можда, нипошто, уистину, заиста, збиља;
- речце за посебно истицање: управо, баш, бар;
- речце за истицање супротности: међутим, пак.

У речце се још убрајају и речи: иначе, такође, уосталом итд. Врло блиске прилозима су речце: још, тек, већ, чак. Речцом се најчешће сматра и енклитика се (у склопу повратних глагола: борити се, љутити се, дешавати се итд).